# U-58号潜艇 (1938年)
U-58号（德語：U 58）是纳粹德国战争海军建造的八艘II-C型近岸潜艇（或称U艇）之一。它由基尔的德意志造船厂承建，于1938年10月12日下水，至1939年2月4日交付使用。第二次世界大战期间，该艇曾执行过十二次巡逻作战，共计击沉同盟国或中立国的6艘商船和1艘辅助军舰，累积总吨位为24,549吨。1945年4月30日，U-58号在基尔退役，至同年5月3日自沉，残骸其后被打捞上岸拆解报废。

## 设计
II级潜艇是从一战中德意志帝国海军的UB级和UF级近岸潜艇发展而来。其外观尺寸小，造价便宜且易于生产，在很短时间内便能造好。这款艇具在设计上吸收了为芬兰海军定制的欧洲水鼬号的优点，是非常出色的训练艇。但由于它们体积较小，在海面上容易剧烈颠簸，因此也被德国人戏称为“独木舟”（Einbaum）。尽管如此，一些II级艇在训练任务与战斗行动中表现相当出色，许多II级艇的衍生型号也相继被建造出来。
U-58号是一款用于近岸水域作战的II-C型单壳体潜艇，它与前型很容易从外形上识别出来，因其司令塔的正面平滑且设置了第二部潜望镜，而不像II-A和II-B型那样呈梯状。为了进一步扩大续航力，该型艇的耐压壳在II-B型的基础上延长了1.4米，从而使全长达到43.9米。增加的部分用作在艇舯部插入两个额外的隔间，以容纳改进的无线电设施，并使燃料舱搭载量达到大约23吨。艇只的舷宽4.08米、高8.4米，并有3.82米的吃水深度，水上和水下排水量则分别增加至291吨和341吨。II-C型艇采用两台曼海姆发动机厂（MWM）生产的六缸四冲程350匹公制馬力（260千瓦特）柴油机用于水面运行，以及两台各配备36个AFA蓄电池组的205匹公制馬力（150千瓦特）西门子-舒克特（SSW）电动发电机用于水下航行；水面最高航速12節（22每小時），水下7節（13每小時）；能够在水面以8節（15每小時）航速续航3,800海里（7,000），或以4節（7.4每小時）连续在水下航行42海里（78）而无需充电。它具备双轴和两副直径为0.85米的螺旋桨，具备在80－150米的深度运行的能力，紧急下潜需时30秒。
武器装备方面，U-58号在艇艏内置有三具管径为533毫米的鱼雷发射管，呈倒三角形布置，其中左舷一具、右舷一具、底部的中线上还有一具；它们合共配备5枚G7型鱼雷，或可携带最多12枚TMA水雷。此外，该艇还搭载有一门20毫米30式高射炮作为甲板炮。其标准船员编制为3名军官及22名水兵。

## 历史
1937年6月17日，海军造舰局正式将八艘II-C型潜艇（U-56至U-63号）的建造合同发包予基尔的德意志造船厂。其中U-58号于1937年9月29日开始铺设龙骨，1938年10月12日下水，至1939年2月4日在首度担任艇长的海军中尉赫伯特·库皮施的指挥下交付使用。完成海试后，该艇成为驻基尔的埃姆斯曼潜艇区舰队的一份子，先后担任训练艇和作战艇直至1939年12月31日。当U艇编制于1940年1月1日重组时，它又加入了同驻基尔的第1潜艇区舰队担任前线艇。同年底退出前线任务后，U-58号从1941年1月1日到1944年6月30日在驻戈滕哈芬的第22潜艇区舰队服役，期间曾于1943年夏天安装德国设计的通气管在波罗的海进行了首次测试。自7月1日起，它以教学艇身份换编至驻皮劳的第19潜艇区舰队。随着苏联红军于1945年初发动东普鲁士攻势下，德国人被迫放弃皮劳基地，该艇遂跟随区舰队自1945年2月起移驻基尔，直至同年4月30日退役。5月3日，U-58号根据长期生效的“彩虹命令”而自行凿沉，尽管该命令在一天后便由海军元帅卡尔·邓尼茨撤销。沉没地点大致位于54°21′N 10°09′E / 54.350°N 10.150°E处。艇只残骸战后被打捞上岸并拆解报废。
第二次世界大战期间，U-58号完成了十二次巡逻，共计击沉同盟国或中立国的7艘舰船，累积总吨位为24,549吨。

### 作战巡逻
U-58号的前八次巡逻都是在库皮施的指挥下进行的，作战范围涵盖波罗的海、北海北部以及苏格兰和英格兰沿岸。它的首个战功是在1940年元旦的第四次巡逻期间取得，当时无护航且中立的瑞典货船拉尔斯·马格努斯·特罗塞利号（Lars Magnus Trozelli，1,951总吨）被库皮施发射的一枚鱼雷击中，断成两截，于弗雷泽堡东北约50海里（93）处沉没，造成7人死亡。两天后，U-58号又在金奈尔德角附近向HN-6号护航船队发射了一枚鱼雷，击中同样来自瑞典的斯瓦尔顿号（Svartön，2,475总吨）船舯部，后者断成两截并迅速沉没，导致20人丧生。在第六次巡逻期间，库皮施曾于2月2日至3日追逐一艘容积总吨为815吨的爱沙尼亚货船里特号（Reet）长达十三个小时之久。在3日凌晨02:15和04:52发射了前两枚鱼雷均告偏离目标后，U-58号最终在300米内的距离发射了第三枚鱼雷，并成功击中对方右舷，使里特号在不到四分钟的时间里在费尔岛东南偏东约80海里（150）处沉没，18名船员全数罹难。
1940年3月31日下午18:50，库皮施率U-58号从威廉港启航执行第七次巡逻，参与德国入侵丹麦和挪威的威悉演习行动。它与U-13、U-19、U-57和U-59号共同组成第6潜艇集群，作战区域位于彭特兰湾附近海域。自4月11日起，该艇又转往奥克尼群岛周边巡逻，并在挪威的卑尔根进行维修和补给，至5月3日经布伦斯比特尔和威廉皇帝运河返抵基尔。在这次为期三十四天、水面行程2,800海里（5,200）、水下行程903海里（1,672）的行动中，U-58号未能取得任何战功。至接下来于5月27日启动的第八次巡逻中，该艇前往奥克尼群岛和明奇海峡游曳，终于再有斩获：6月1日23:48，被英国皇家海军征用作布栅栏防御船的天文学家号（HMS Astronomer，8,401总吨）在维克东南约30海里（56）处遭到一枚来自U-58号的鱼雷击中船艉。6月2日03:18和04:43，该船再接连受到两次鱼雷致命打击，并在最后一击后约一小时沉没，造成4名官兵阵亡。
海军中尉海因里希·舍恩德尔于1940年7月1日接过U-58号的指挥权，他指挥了该艇的最后四次巡逻。其首个任务是率艇于7月6日离开基尔，穿过威廉皇帝运河，在布伦斯比特尔接受护航，并在卑尔根补充燃料和补给后驶入北大西洋，经由明奇海峡和北海海峡南下。经过十六天、水面行程2,700海里（5,000）、水下行程223海里（413）的航行后，U-58号于7月22日抵达德占法国的洛里昂。途中，舍恩德尔曾于7月18日16:41在爱尔兰岛西北部向无护航的挪威货船于达号（Gyda，1,591总吨）发射了一枚鱼雷。后者前一天由于发动机故障而在斯威利湖停留，并于18日凌晨05:00在一艘桑德兰水上飞机的护送下继续航行。鱼雷击中于达号船桥右舷附近，摧毁了无线电室，并炸毁了船桥的一半。该船在一分钟内沉没，造成11人死亡、9人获救。
由于已经移驻洛里昂潜艇基地，U-58号得以在接下来的两次（第十至第十一次）巡逻中从比斯开湾向大西洋出击，活动范围包括北部海峡和赫布里底群岛。其中在8月4日的第十次巡逻期间，无护航的希腊货轮品都斯号（Pindos，4,360总吨）因从SL-40号护航船队中掉队，被舍恩德尔发射的两枚鱼雷击中，向左舷倾覆，然后在托里岛西北偏西约21海里（39）处沉没，造成3人遇难。
1940年10月2日，U-58号在舍恩德尔的指挥下离开洛里昂，前往北大西洋执行最后一次巡逻。经过为期十六天、水面行程2,270海里（4,200）、水下行程76海里（141）的航行后，该艇于10月18日抵达基尔，沿途共击沉1艘英国货轮：10月8日21:31，无护航的康菲尔德号（Confield，4,956总吨）在巴拉角以西约88海里（163）处以7節（13每小時）的速度行驶时，被U-58号的发射的一枚鱼雷击中右舷2号货舱。这艘船原本一直在HX-76号护航船队中，但当恶劣天气使得甲板上的重型木材货物开始移位时，它不得不放慢速度，成为了一艘掉队的船。21:39，潜艇发射了第二枚鱼雷，击中轮机舱，导致锅炉爆炸。当船员们开始投下救生艇上弃船时，康菲尔德号慢慢地从船艏向右舷倾斜，并最终沉没。

## 袭击历史摘要
| 日期          | 船名                       | 船籍         | 吨位  | 结局 |
| ------------- | -------------------------- | ------------ | ----- | ---- |
| 1940年1月1日  | 拉尔斯·马格努斯·特罗塞利号 | 瑞典         | 1,951 | 击沉 |
| 1940年1月3日  | 斯瓦尔顿号                 | 瑞典         | 2,475 | 击沉 |
| 1940年2月3日  | 里特号                     | 爱沙尼亚     | 815   | 击沉 |
| 1940年6月1日  | 天文学家号                 | 英國皇家海軍 | 8,401 | 击沉 |
| 1940年7月18日 | 于达号                     | 挪威         | 1,591 | 击沉 |
| 1940年8月4日  | 品都斯号                   | 希腊         | 4,360 | 击沉 |
| 1940年10月8日 | 康菲尔德号                 | 英国         | 4,956 | 击沉 |